# منطقة بيجابور

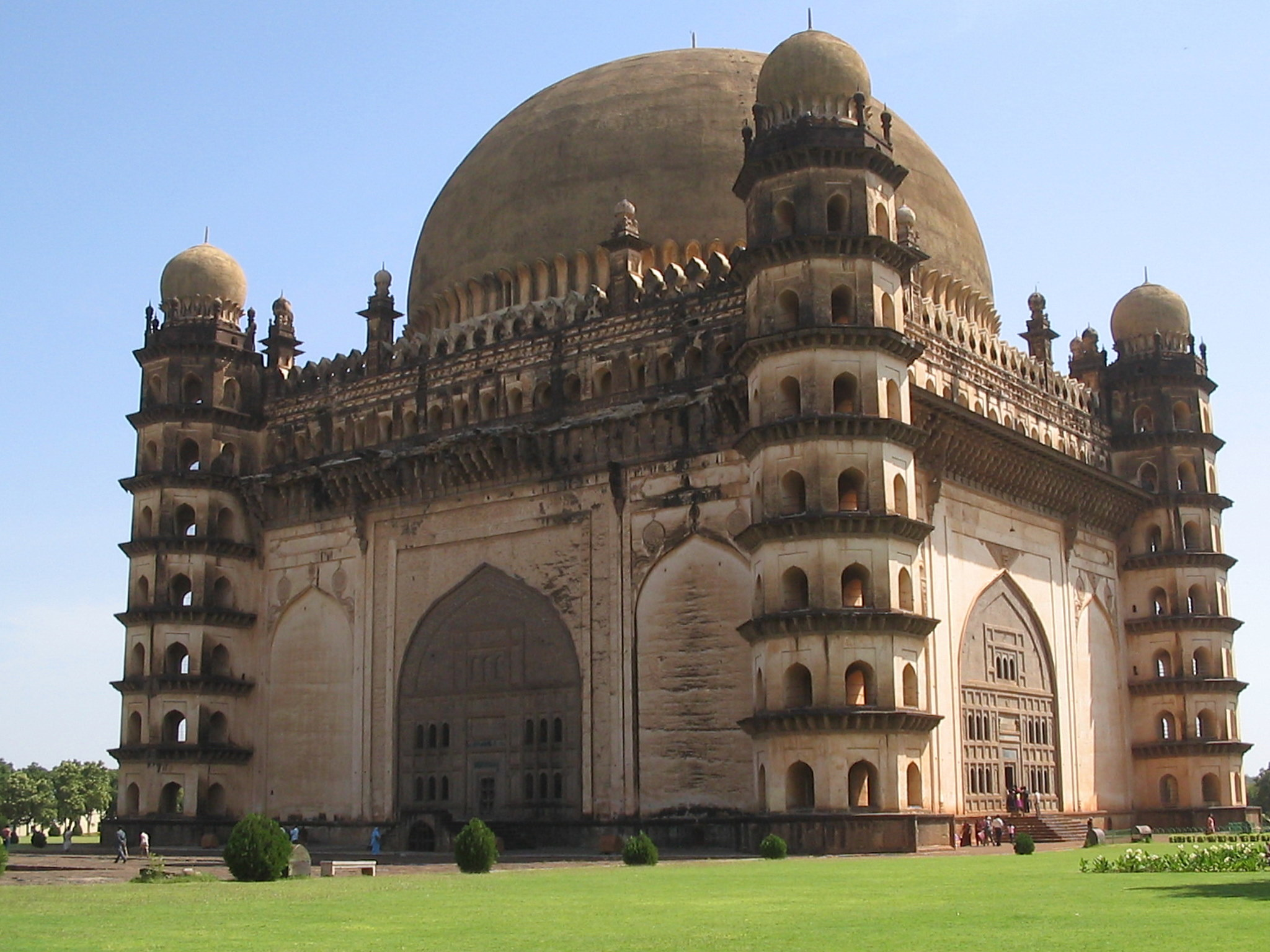
جول جومباز - صورة تم التقاطها خلال رحلة عائلية إلى بيجابور

بيجابور رمزها «BJ» (بالإنجليزية: Bijapur)، هو تقسيم إداري لدولة الهند تتبع ولاية كارناتاكا (بالإنجليزية: Karnataka) ، مركزها هو مدينة بيجابور (بالإنجليزية: Bijapur) عدد سكانها حسب تعداد سنة 2001 هو 1,808,863 ، مساحتها 10,517 كم² وكثافة السكان 172 لكل كم² .

## روابط خارجية
- التعداد السكاني للهند
- الموقع الرسمي